# 연습곡 Op. 10, 1번 (쇼팽)

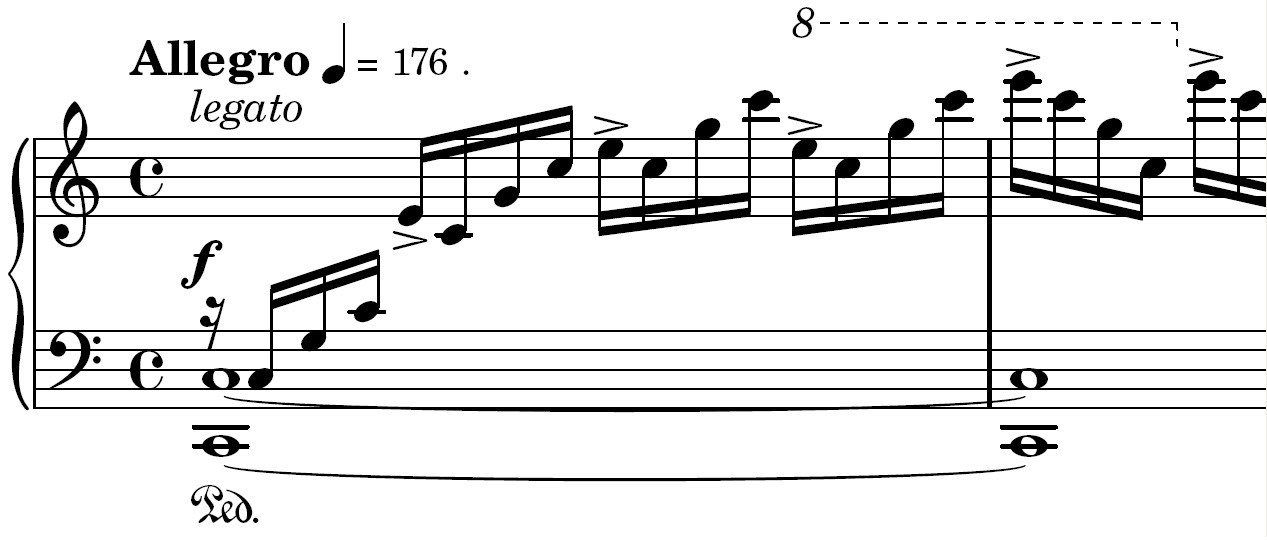
쇼팽 연습곡 Op. 10의 1번의 첫 마디

쇼팽의 연습곡 Op. 10, 1번(Étude Op. 10, No. 1)은 프레데리크 쇼팽이 작곡한 27개의 연습곡 중 첫 번째 곡이다. 1번은 작품번호 10번에 속해있으며 쇼팽이 1829년에 작곡했고 1833년에 프랑스, 독일과 영국 등에서 출판되었다. 다장조의 조성을 가지고 있다. 1번은 오른손의 아르페지오 연습과 왼손의 화성 연습에 기초를 두었다. 쇼팽의 연습곡 1번은 다른 쇼팽이 작곡한 많은 연습곡과 마찬가지로 A-B-A의 세도막 형식을 띤다.

## 난이도
쇼팽의 제자 프리데리케 뮐러 슈트라이허(1816-1895)는 쇼팽을 인용한다. "당신은 이 에뛰드의 혜택을 받을 것입니다. 내 지시에 따라 배우면 손이 넓어지고 바이올린 활을 연주하는 것과 같은 아르페지오를 연주할 수 있습니다."
로베르트 슈만의 1836년 글에서 이 연습곡은 "스트레치: 오른손" 범주로 분류된다. 이 연습곡의 특징은 16분음표의 넓은 오른손 아르페지오이다. 대부분 10도 화음을 기반으로 하고 최대 6옥타브까지 커버하는 이 연속되는 아르페지오들은 풍부한 배음과 난이도 면에서 루트비히 판 베토벤, 무지오 클레멘티, 카를 체르니와 같은 초기 피아노 작곡가들의 옥타브 아르페지오를 능가합니다. 왼손은 느린 레가토 옥타브로 선율을 연주한다.
이 곡의 주요 기술적인 어려움은 제안된 템포(</img> = 176) 손에 부담을 주지 않고. 움직임의 추진력은 바깥쪽 손과 다섯 번째 손가락에 의해 강조된 위의 음으로 전달되어야 한다는 것이다. 프랑스 피아니스트 알프레드 코르토는 극복해야 할 첫 어려움은 "건반의 거의 전체 길이에 걸쳐 손을 움직일 때의 신축성과 견고함"이라고 말한다.